# Romuald de Brabandère

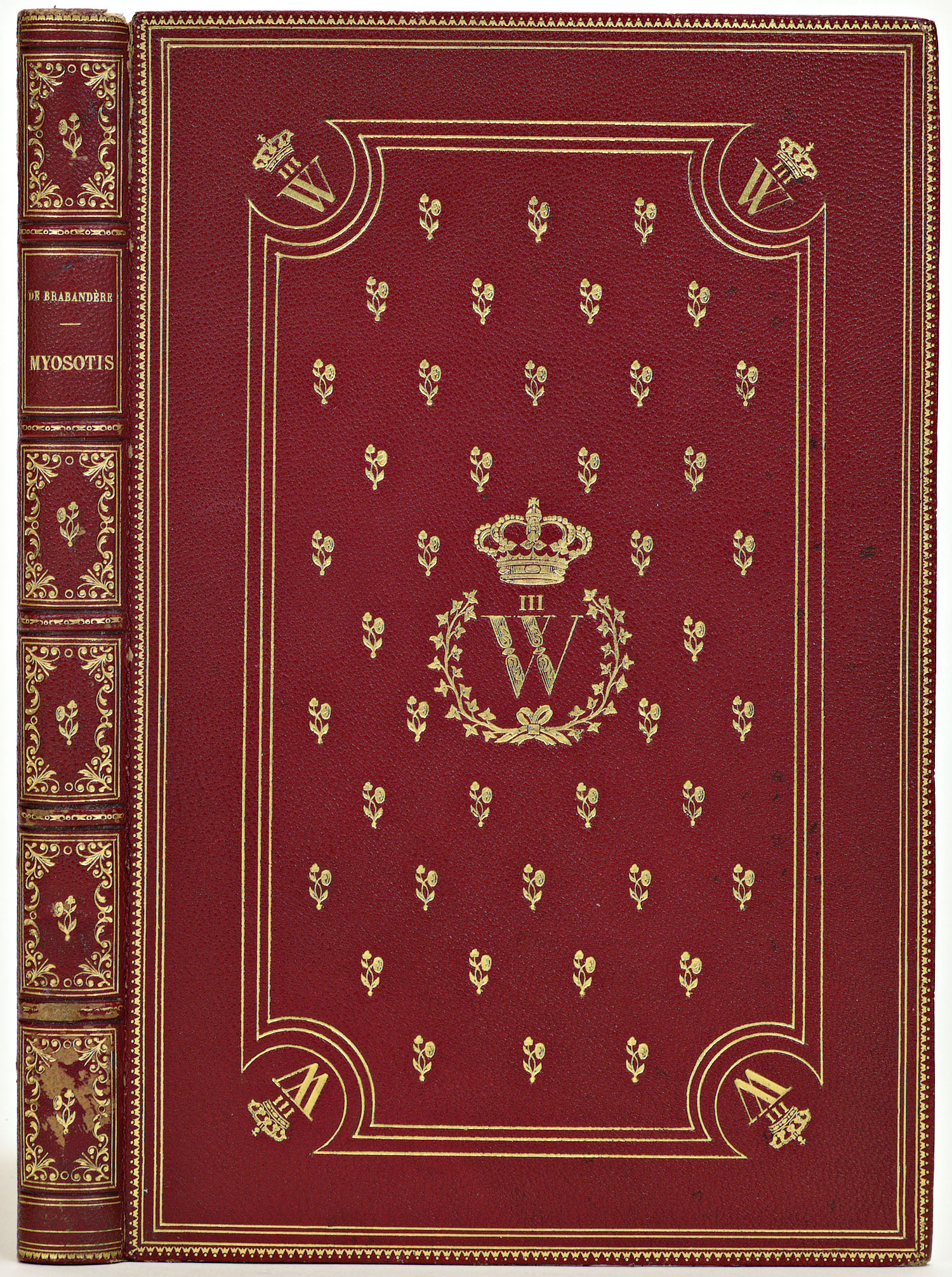
Boekband van het boek Myosotis door Romuald De Brabandère, ingebonden voor koning Willem III en thans bewaard in de Koninklijke Bibliotheek, Den Haag

Romuald Wilfrid Bonaventure Edouard de Brabandère (Gent, 7 maart 1814 - Elsene, 26 april 1876) was een Belgisch edelman.

## Geschiedenis
De stamboom De Brabandere klimt op tot in de zeventiende eeuw, als volgt:
- Johannes de Brabandere (1608-1648), x Joanna Valcke (°1608).
  - Willem de Brabandere (1636-1721), x Margareta van der Banck.
    - Jan de Brabandere (1676-1726), x Jeanne van Daele (†1717).
      - Jean-Charles de Brabandere (1706-1744), x Claire Ghesquière (1705-1754).
        - Jean-Antoine de Brabandere (1737-1785), x Amélie Amerlinck (1740-1811).
          - Jean-Charles de Brabandere (1756-1838), x Thérèse Vissens (1799-1844).

De stamvader had ook nog een oudere zoon, Apollonius De Brabandere (†1705), die eveneens nakomelingen had. Twee afstammelingen werden in 1965 in de Belgische erfelijke adel opgenomen. Het ging om:
- Jean-Marie de Brabandère (Gent, 1913 - Kortrijk, 2007), met afstammelingen tot heden.
- Etienne de Brabandère (Gent, 1916 - Ukkel, 1973), met afstammelingen tot heden.

## Levensloop
Romuald de Brabandère was een zoon van Jean-Charles de Brabandere (zie hierboven), algemeen ontvanger van belastingen in Gent onder het Franse keizerrijk en van Thérèse-Livine Vissens. Hij werd advocaat en kapitein van de Burgerwacht. Hij werd onderscheiden voor een daad van moed en zelfopoffering.
In 1848 werd hij opgenomen in de erfelijke adel, met de titel ridder, overdraagbaar bij eerstgeboorte op de mannelijke afstammelingen.
Hij trouwde in 1849 in Brussel met Emerence Limbourg (1826-1906) en ze hadden zeven zoons, van wie er twee voor afstammelingen zorgden.
In 1864 gaf hij een boek uit onder de titel Myosotis. Croquis de la vie bruxelloise.

## Afstammelingen
- Prosper de Brabandère (1852-1920) trouwde in Elsene in 1891 met Jenny van Alderwerelt (1862-1911), dochter van architect Isidore Alleweireldt en van Marie-Pauline Devaux. 
  - Hun zoon Raoul de Brabandère (1892-1918) sneuvelde in Moorslede tijdens de laatste weken van de Eerste Wereldoorlog.
- Gaston de Brabandère (1864-1935), advocaat, trouwde in 1889 in Elsene met Germaine Pierssens (1867-1954). Ze hadden zes kinderen, een dochter en vijf zoons.
  - Baudouin de Brabandère (1894-1947) trouwde in Brussel in 1922 met Clotilde d'Hespel (1901-1988). Hij werd kolonel bij de cavalerie en militair commandant voor de provincie Namen. Hij stond bekend als een uitblinker in het paardrijden. Ze hadden zeven kinderen, met afstammelingen tot heden.